# فرمول بلارد
فرمول بلارد، فرمولی است که برای محاسبه کردن n امین رقم عدد پی در مبنای دو مورد استفاده قرار می‌گیرد. این فرمول توسط فابریس بلارد کشف شده است. فرمول بلارد حدود ۴۳٪ سریع‌تر از فرمول بایلی-بوروین-پلوفی است. پروژه توزیع‌شده پی‌هگز از این فرمول استفاده می‌کند.

## فرمول
{\displaystyle {\begin{aligned}\pi ={\frac {1}{2^{6}}}\sum _{n=0}^{\infty }{\frac {(-1)^{n}}{2^{10n}}}\,\left(-{\frac {2^{5}}{4n+1}}\right.&{}-{\frac {1}{4n+3}}+{\frac {2^{8}}{10n+1}}-{\frac {2^{6}}{10n+3}}\left.{}-{\frac {2^{2}}{10n+5}}-{\frac {2^{2}}{10n+7}}+{\frac {1}{10n+9}}\right)\end{aligned}}}